# La Pharisienne
Cet article possède un paronyme, voir La Parisienne.
La Pharisienne est un roman de François Mauriac, publié en 1941 aux éditions Grasset.

## Historique du roman
Publié pendant l’Occupation, la Propaganda-Abteilung donna des directives pour limiter le tirage à 5 000 exemplaires ; mais il fut porté à 25 000 après que Bernard Grasset fut intervenu auprès des autorités allemandes ; le tirage fut épuisé en quelques semaines. C’est à la suite de cet épisode que Mauriac choisit d’entrer en résistance.
En 1954, François Mauriac écrit une « suite informelle » à La Pharisienne en reprenant trois de ses principaux personnages – Jean de Mirbel, Michèle Pian de Mirbel et Brigitte Pian – pour le roman L'Agneau.

## Résumé
Le jeune Louis Pian, orphelin par sa mère, subit l’influence pesante de la seconde épouse de son père, Brigitte, la « Pharisienne ». Cette femme possède une conception de la foi catholique qui la pousse à rechercher la sainteté dans tous les actes de sa vie. Or, non contente de s’infliger les rigueurs d’une pratique religieuse ascétique, elle opprime son entourage par son souci de perfection. Connue de l’évêché pour son zèle fervent, on lui a confié la tâche de réinsérer des personnes qui, ayant connu la tribulation, reviennent vers l’Église (parfois simplement pour trouver un gîte et un couvert). Brigitte Pian se trouve ainsi à la tête d’une petite institution qu’elle dirige durement avec la bonne conscience d’une élue de Dieu : elle brise par dénonciation une idylle entre deux paroissiens pourtant dévoués, met à la porte les pauvres qui ne se plient pas à son autorité. Louis, le narrateur, en délicatesse avec l’école et sa famille, mais qui souffre en réalité de l'absence d’un père à peine entrevu au cours du récit, finit par être envoyé par cette belle-mère dans une pension religieuse. Là, un prêtre le prend en pitié et l’aide à reprendre le chemin des études.

## Thèmes abordés
- L’aspiration à la perfection religieuse est un thème cher à Mauriac, qui a beaucoup écrit sur le jansénisme. Ce roman a surpris car l’auteur, lui-même connu comme catholique fervent, montre ici les excès et le caractère presque déviant d’une pratique religieuse extrême.
- Le monde des pensions religieuses, ou celui (tout aussi confiné, rassemblant lui aussi souvent des adolescents) des sanatoriums, a beaucoup inspiré au XXe siècle : unité de lieu, théâtre d’un passage à l’âge adulte (Bildungsroman).
- La place des femmes dans la société française, et notamment le fonctionnement des interdits sur leur comportement, est traitée dans cette œuvre au travers du destin de plusieurs héroïnes : une paroissienne séparée de son coreligionnaire, la mère d’un camarade de Louis, et Brigitte Pian elle-même.
- L’acte de dénonciation de l’héroïne renvoie peut-être au contexte de l’Occupation (voyez la date de composition de l’œuvre).

## Adaptation
Le roman a été adapté par Michel Suffran dans un téléfilm homonyme réalisé par Gilbert Pineau en 1980 avec Alice Sapritch (Brigitte Pian), Paul Crauchet (abbé Calou), Luc Olivier (Louis Pian), Thierry Fouques (Jean de Mirbel) et Nathalie Roussel (Michèle de Mirbel).